# Винчестер (Масачусетс)
Винчестер (енгл. Winchester) насељено је место без административног статуса у америчкој савезној држави Масачусетс.

## Демографија
По попису из 2010. године број становника је 21.374, што је 564 (2,7%) становника више него 2000. године.
| Група             | 2000.          | 2010.          |
| Белци             | 19.222 (92,4%) | 18.309 (85,7%) |
| Афроамериканци    | 142 (0,7%)     | 221 (1,0%)     |
| Азијати           | 961 (4,6%)     | 1.998 (9,3%)   |
| Хиспаноамериканци | 211 (1,0%)     | 405 (1,9%)     |
| Укупно            | 20.810         | 21.374         |